# Окампо (Коауила)
Окампо (исп. Ocampo) — малый город в Мексике, штат Коауила, входит в состав одноимённого муниципалитета и является его административным центром. Численность населения, по данным переписи 2020 года, составила 3651 человек.

## Общие сведения
Поселение было основано в 1828 году как ранчо под названием Санта-Катарина.
3 июля 1890 года оно было переименовано в честь мексиканского политика Мельчора Окампо и получило статус вилья.